# Idaea mutanda
Idaea mutanda là một loài bướm đêm trong họ Geometridae.